# Sawa (Inckirweli)
Sawa, imię świeckie Lasza Inckirweli (ur. 22 czerwca 1981 w Wakidżwari) – gruziński duchowny prawosławny, od 2013 biskup Ameryki Północnej.

## Życiorys
5 lipca 2009 otrzymał święcenia diakonatu, a 26 października 2010 prezbiteratu. 24 czerwca 2013 otrzymał chirotonię biskupią.